# نادي سبارتاك فارنا
بي إف سي سبارتاك 1918 (بالبلغارية: ПФК Спартак 1918)‏: نادي كرة قدم بلغاري مقرها في فارنا.
تأسس النادي رسميا في 28 آب 1918، تحت اسم سي إس سوكول، وقد فاز فريق كرة القدم للنادي ببطولة الدوري البلغاري مرة واحدة وكان الوصيف لمسابقة كأس البلغارية مرتين. ويعتبر سبارتاك فارنا أول نادي كرة قدم بلغاري شارك في كأس الاتحاد الاوروبي في عام 1961.

## وصلات خارجية
- Official website